# 西晉壽郡
西晋寿郡，中国南北朝时设置的郡。
北魏改晋寿郡置西晋寿郡，治所在晋寿县（今四川广元市西南昭化镇）。下辖阴平县（今四川省绵阳市江油市小溪坝镇阴平村南）。后移郡于今广元市西北。南朝梁在北魏分裂后收复，属黎州。治晋寿县（今四川广元市南黄龙乡）。西魏在大宝元年（550年），夺得西晋寿郡，北周与東晉壽郡合并为晋寿郡。